# James L. Brooks
James Lawrence Brooks (New York, 9 mei 1940) is een Amerikaanse regisseur, producent en scenarioschrijver. Brooks won 3 Oscars voor de film Terms of Endearment, waaronder voor beste regisseur en beste film. Hij is ook vooral bekend als een van de makers van The Simpsons.

## Levensloop
Brooks is geboren in Brooklyn (New York) maar getogen in North Bergen (New Jersey). Zijn ouders, Dorothy en Edward Brooks, waren Joodse verkopers. De vader van Brooks verliet zijn vrouw toen hij hoorde dat zij zwanger was, Brooks verloor contact met zijn vader toen hij 12 was. Zijn moeder stierf toen hij 22 was. Brooks studeerde af in de Weehawken High School. Tijdens zijn schooltijd werkte hij bij de schoolkrant, waarvoor hij soms sprak met bekendheden, waaronder Louis Armstrong. Brooks was getrouwd met Holly Beth Holmberg van 1978 tot 1999, zij hadden samen twee kinderen. Hij is nu getrouwd met Marianne Catherine, zij hebben samen één kind. Brooks heeft meer dan 175.000 dollar gedoneerd aan de presidentskandidaten van de Democratische Partij.

## Filmografie
- 1979: Starting Over (scenario en producent)
- 1979: Real Life (acteur)
- 1981: Modern Romance (acteur)
- 1983: Terms of Endearment (regie, scenario en producent) (ontving een Oscar voor beste film, Oscar voor beste regisseur en Oscar voor beste aangepaste scenario)
- 1987: Broadcast News (regie, scenario en producent)
- 1988: Big (producent)
- 1989: Say Anything... (uitvoerend producent)
- 1989: The War of the Roses (producent)
- 1994: I'll Do Anything (regie, scenario en producent)
- 1996: Bottle Rocket (uitvoerend producent)
- 1996: Jerry Maguire (producent)
- 1997: As Good as It Gets (regie, scenario en producent)
- 2001: Riding in Cars with Boys (producent)
- 2004: Spanglish (regie, scenario en producent)
- 2007: The Simpsons Movie (scenario en producent)
- 2010: How Do You Know (regie, scenario en producent)
- 2012: The Longest Daycare (scenario en producent) (korte film)
- 2016: The Edge of Seventeen (producent)
- 2018: Icebox (producent)

## Televisie (selectie)
- 1970-1977: The Mary Tyler Moore Show (scenario en producent)
- 1974-1978: Rhoda (acteur, scenario en producent)
- 1977-1982: Lou Grant (scenario en uitvoerend producent)
- 1978-1983: Taxi (scenario en producent)
- 1987-1990: The Tracey Ullman Show (scenario en uitvoerend producent)
- 1989-heden: The Simpsons (scenario en producent)
- 1994-1995: The Critic (uitvoerend producent)